# NGC 4691
NGC 4691 este o galaxie activă situată în constelația Fecioara. A fost descoperită în 17 aprilie 1784 de către William Herschel. Se află la o distanță de 16 megaparseci de Pământ.